# St. Johann (Freiburg im Breisgau)

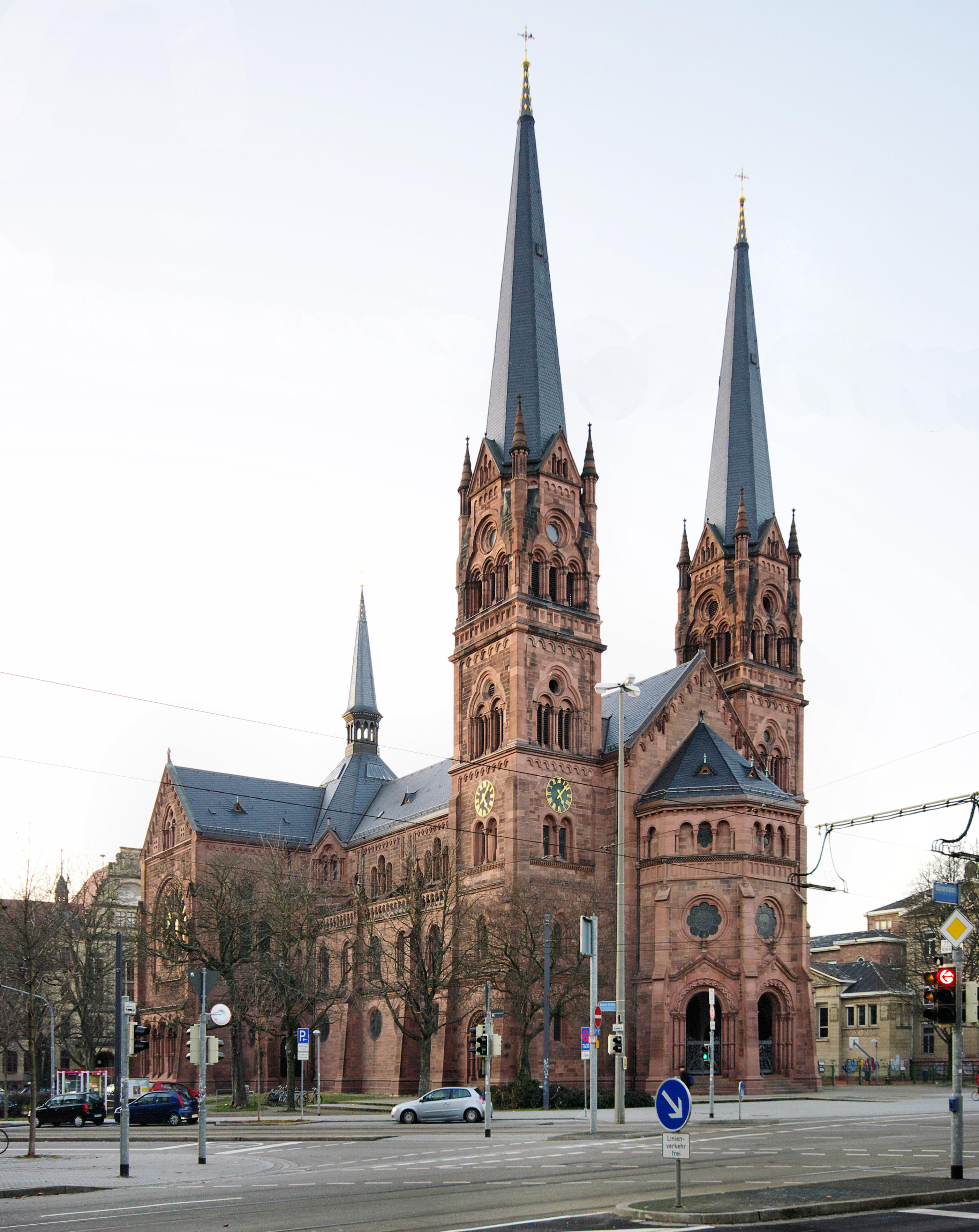
Johanneskirche in Freiburg im Breisgau

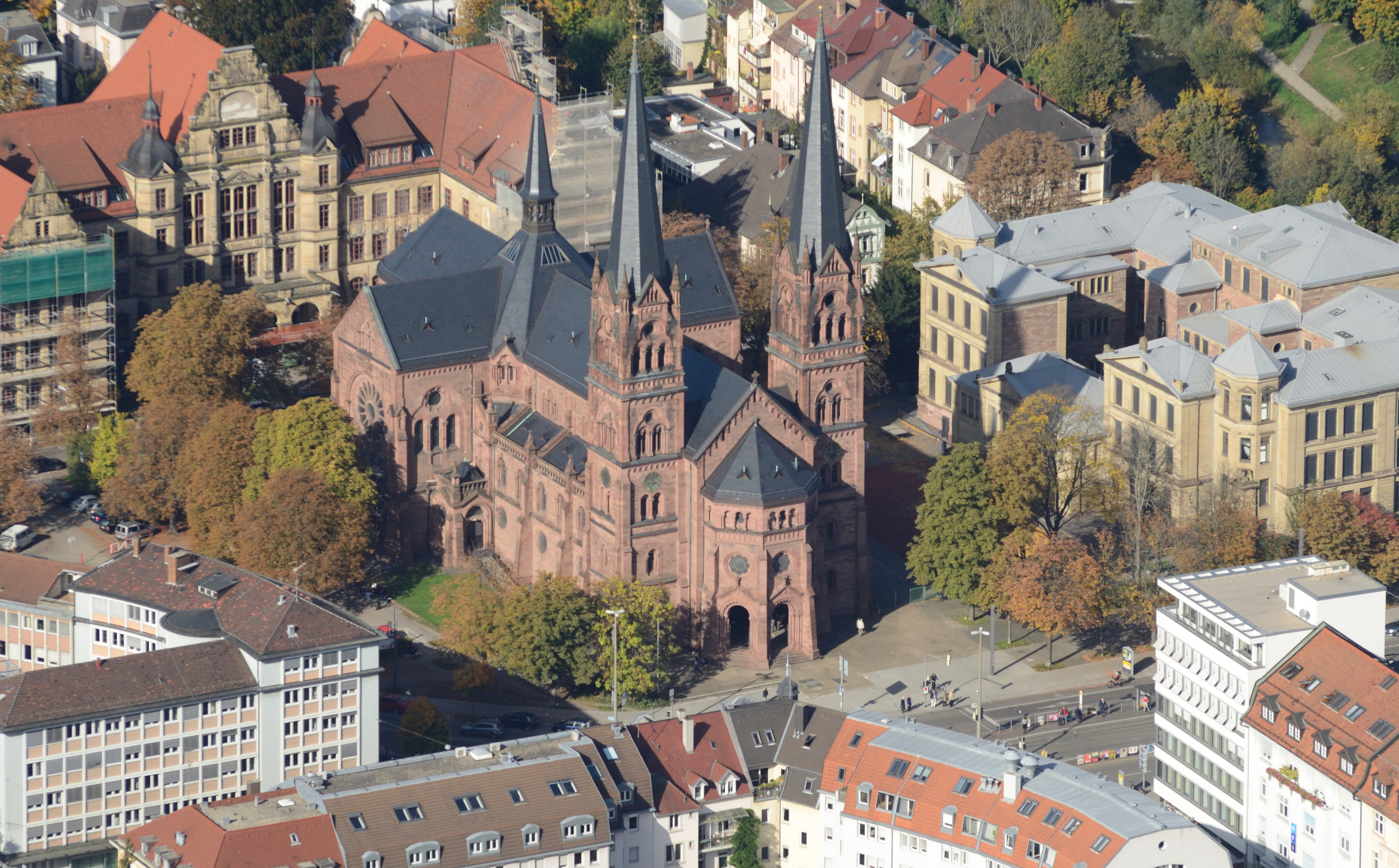
Luftbild von St. Johann

Die Johanneskirche ist eine katholische Kirche in Freiburg im Breisgau. Sie wurde 1899 eingeweiht und befindet sich im Stadtteil Wiehre. Um die Kirche herum wurden weitere historisierende repräsentative Bauten errichtet: auf der Westseite das Pfarrhaus der Gemeinde, daneben die Gewerbeschule und auf der Nordseite die Lessingschule. Gleichzeitig mit der Fertigstellung der Johanneskirche erhielten auch die evangelischen Christen mit der Christuskirche in der Nähe eine neue Kirche.

## Geschichte
Nachdem der Freiburger Stadtteil Wiehre 1825 eingemeindet worden war, setzte eine rege Bautätigkeit ein – die Bevölkerungszahl stieg innerhalb einiger Jahrzehnte sprunghaft an. Da die bisherige Kirche St. Cyriakus und Perpetua für nicht einmal 200 Personen ausgelegt war und damit der neu zugezogenen Bevölkerung nicht mehr ausreichend Platz geboten hatte, entschied man sich im Jahre 1889 für den Neubau einer Kirche. Auftraggeber war die dem Finanzministerium des Großherzogtums Baden unterstellte Domänendirektion. Der Auftrag ging an den Baudirektor Joseph Durm. Das Ministerium lehnte seinen ersten Entwurf als zu kostspielig ab. Um die geforderten Plätze auf geringerer Grundfläche unterzubringen, forderte das Finanzministerium Emporen. Durm und die Kirchengemeinde lehnten dies zunächst als unpassend für eine katholische Kirche ab, da die Gläubigen auf der Empore nicht angemessen an der Messe teilnehmen könnten. Emporenkirchen galten nur als geeignet für den evangelischen Predigtgottesdienst. Schließlich gab Durm aber nach. In die Gestaltung schaltete sich auch der Stadtrat ein. Durms nächster Entwurf im romanisch-frühgotischen Stil schien dem Stadtrat zu sehr in Konkurrenz zum Münster zu treten, so dass eine Gestaltung im Renaissance-Stil erwogen wurde. So veränderte Durm seinen Entwurf und betonte stärker die romanischen Stilformen. Die Türme gestaltete er massiver und ergänzte sie später um ein weiteres Geschoss. Der Bau diente damit der unter Oberbürgermeister Otto Winterer verfolgten städtebaulichen Leitidee, die expandierende Stadt Freiburg durch Turmbauten zu markieren.
Die Bauarbeiten auf einem Gelände nahe der Dreisam, auf dem das erste Gaswerk der Stadt gestanden hatte, begannen 1894 und endeten mit der Kirchenweihe 1899. Um das vorhandene Grundstück für einen Kirchenbau, der 900 Sitzplätze haben sollte, möglichst gut zu nutzen, bekam die Kirche ein sehr breites Mittelschiff (11 m) und zwei Seitenschiffe (jeweils 3,5 m) mit Emporen. Die Länge des Bauwerkes beträgt 74,30 m. Die Vierung am Kreuzungspunkt von Mittelschiff und Querschiff hat einen Durchmesser von 16,80 m.

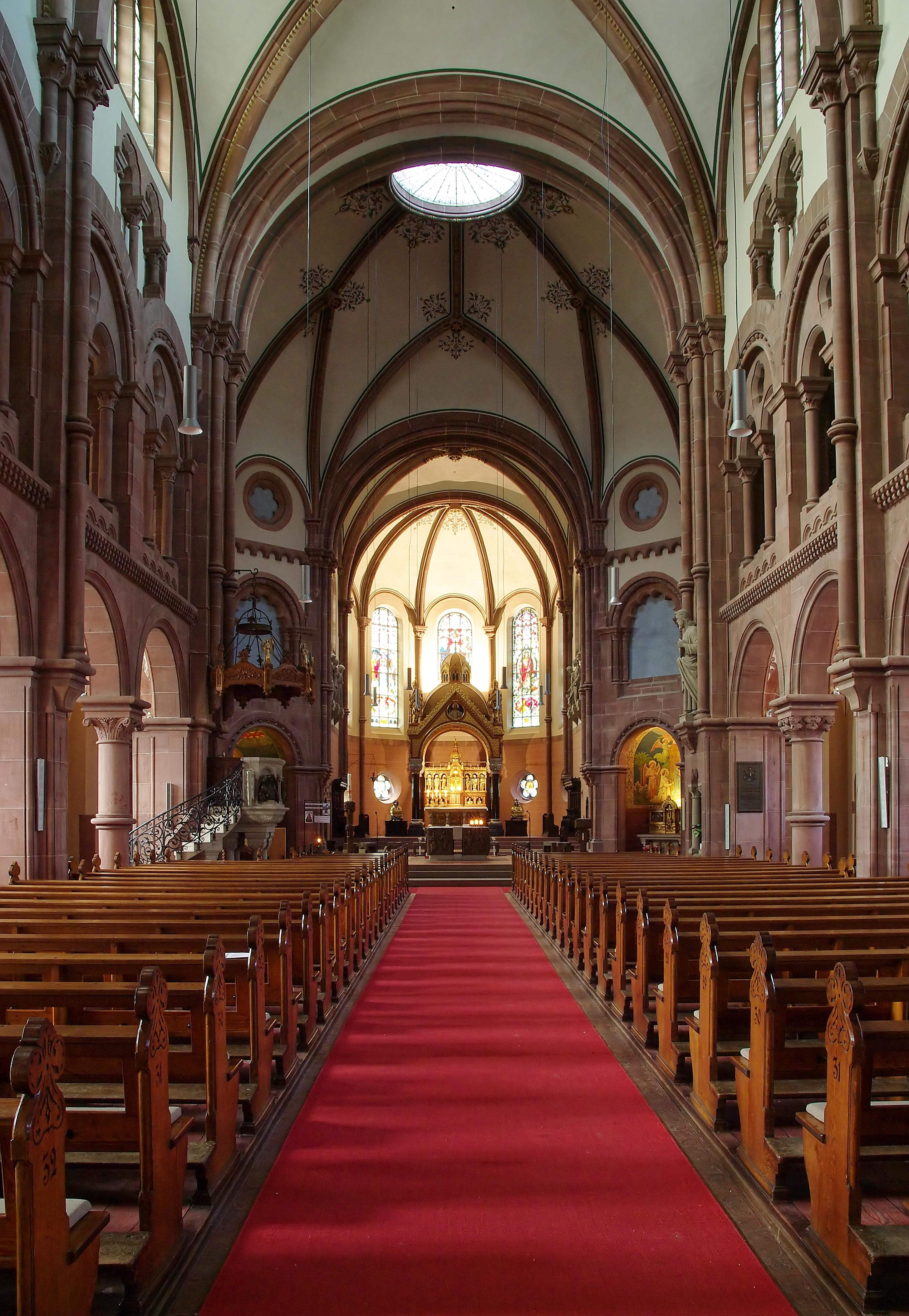
Innenansicht

Der repräsentative Bau wurde in rotem Sandstein ausgeführt und trägt typische Merkmale der Neuromanik, die Elemente spätromanischer Kirchenbauten aufnahm. Anders als bei alten Kirchen ist die Kirche nicht geostet – der Altar steht im Westen. Die Fassade mit einem Eingangsvorbau in Form eines halben Achtecks, flankiert von zwei etwa 60 m hohen Türmen mit sehr steilem Turmhelm zeigt in Richtung Osten in die Talstraße, die eine lange Sichtachse auf die Kirche bildet.
Der Architekt Josef Durm nannte in einem Schreiben an die Finanzdirektion den Bamberger Dom als Vorbild für die neue Kirche, was sich vor allem auf die Außenansicht von Osten mit der von zwei Türmen flankierten Eingangsapsis bezieht. Dagegen unterscheiden sich sowohl der Grundriss als auch der Innenraum deutlich vom genannten Vorbild. „Der Architekt hat seine Vorbilder eher in der Spätromantik des Niederrheins und des Oberrheins gefunden. (...) Durm gelangt (...) zu einer eigenständigen Lösung, sodass eine direkte Ableitung von einem spätromanischen Bau nicht möglich erscheint.“
Die Glasfenster der Kirche schuf zwischen 1898 und 1901 der Freiburger Künstler Fritz Geiges.
Das Uhrwerk wurde 1900 von der Firma Benedikt Schneider Söhne aus Schonach im Schwarzwald gefertigt. Sie ist eine von wenigen Turmuhren in Freiburg, die mechanisch angetrieben werden und noch gut laufen. Heute wird das Uhrwerk, das die Zeiger von insgesamt vier Zifferblättern an den beiden Kirchtürmen steuert, von einer elektronischen Uhr unterstützt. Auch die Umstellung von Winter- auf Sommerzeit erfolgt elektronisch. Alle 15 Minuten ertönt ein Glockenschlag, auch nachts.
Nach einer Innenrenovation in den Jahren 1971 bis 1973, wurde 1975 die Vierung mit Altarinsel und Zelebrationsaltar von Joseph Henger neu gestaltet. Eine weitere Renovierung außen (vor allem Dach, aber auch Schäden am Mauerwerk, Fenstern etc.) und innen fand von 2006 bis 2008 statt.

## Sturmschäden
Wiederholt haben Winterstürme Schäden an den Türmen angerichtet. Im Januar 2018 hatte der Sturm Burglind Schieferplatten an den 61 Meter hohen Türmen verschoben, im Februar 2019 wurden einige graue Ziegel gelockert und im Februar 2020 griff der Orkan Sabine wieder die Schieferplatten an. Stets werden mit Hilfe eines Autokrans die Schäden repariert.

## Die ehemalige Nothelferkapelle
In der Johanneskirche befindet sich noch ein altes Gemälde mit der Darstellung der Vierzehn Nothelfer. Es stammt, ebenso wie zwei barocke Figuren und eine mittelalterliche Madonna, aus der untergegangenen Nothelferkapelle. Diese stand dort, wo heute die Basler Straße verläuft, zwischen der Kreuzung mit der Heinrich-von-Stephan-Straße und der Eisenbahnunterführung.

## Gegenwart

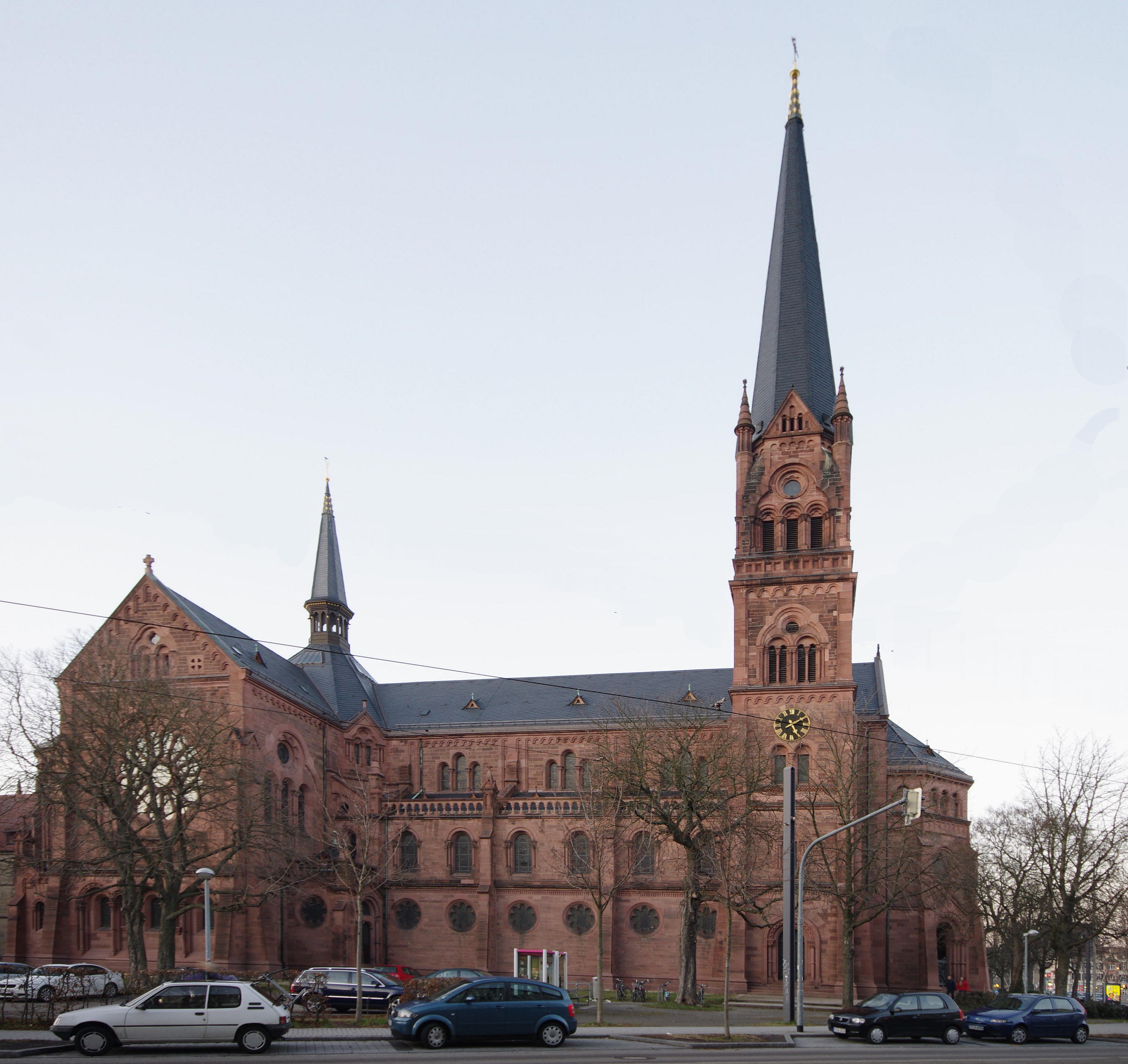
Johanneskirche von Süden aus gesehen

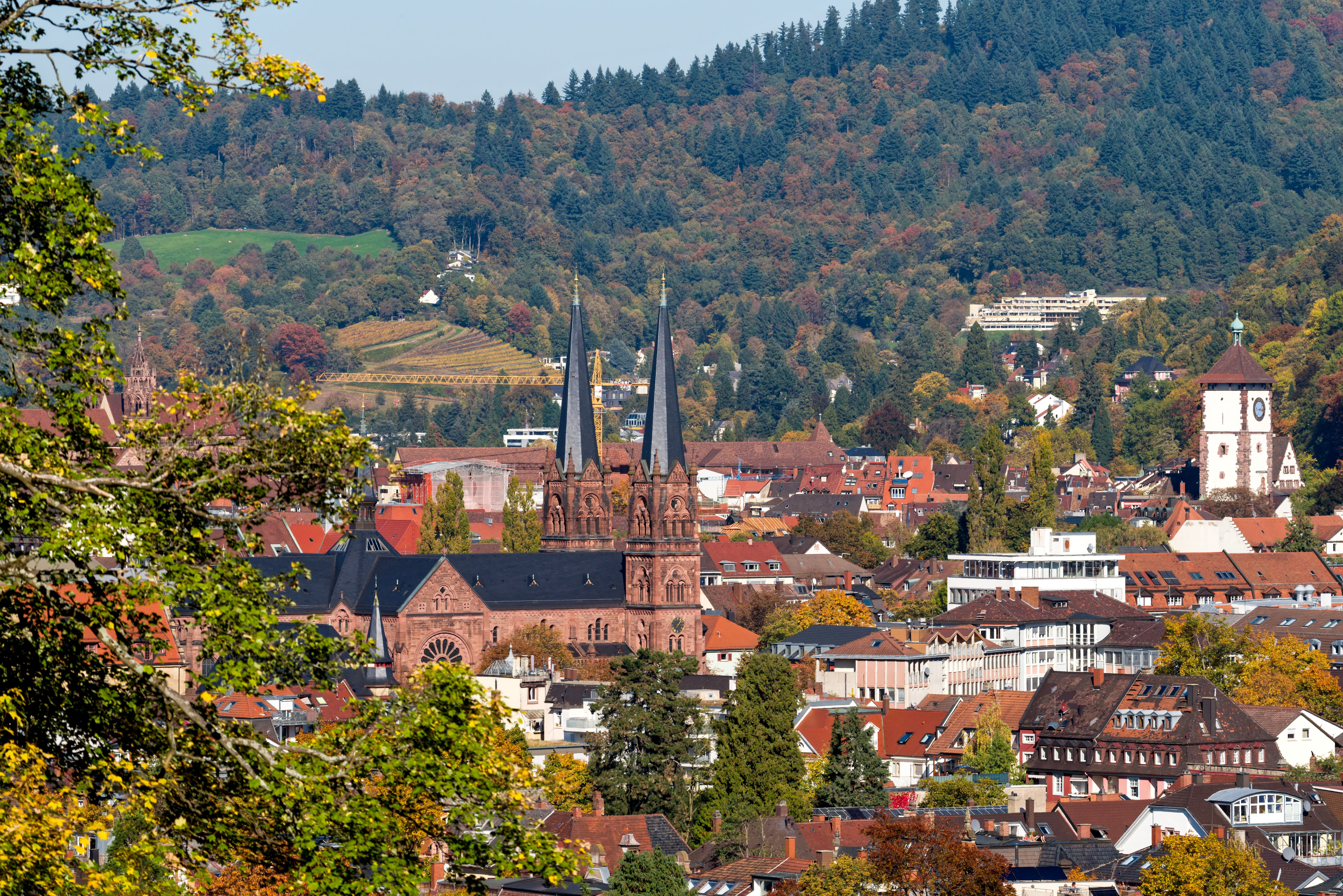
Blick auf die Johanneskirche von der Lorettokapelle

Die Gemeinde St. Johann bildet mit der Gemeinde St. Cyriak und Perpetua, deren Kirche auch Annakirchle genannt wird, der Liebfrauengemeinde in Günterstal und der Maria-Hilf-Gemeinde in der Oberwiehre die Seelsorgeeinheit Freiburg-Süd. Die Seelsorgeeinheit wurde von 2005 bis 2013 von polnischen Franziskanern betreut, welche im Franziskanerkloster an der Günterstalstraße  beheimatet waren.

## Orgel
Die Orgel auf der Ostempore der Kirche wurde 1981 von der Orgelbaufirma Metzler (Dietikon, Schweiz) erbaut. Das Instrument hat 50 Register (3536 Pfeifen) auf drei Manualen und Pedal. Neben dem Hauptspieltisch verfügt das Instrument auch über einen Continuo-Spieltisch im Untergehäuse des Rückpositivs mit angehängtem Pedal. Dieser Spieltisch ist vom Hauptspieltisch unabhängig, so dass zwei Organisten an zwei Spieltischen Literatur für zwei Orgeln darbieten können. Das Instrument hat mechanische Spiel- und Registertrakturen.
| I Rückpositiv C–g3 |       |
| Praestant          | 8′    |
| Gedeckt            | 8′    |
| Quintade           | 8′    |
| Principal          | 4′    |
| Rohrflöte          | 4′    |
| Octave             | 2′    |
| Waldflöte          | 2′    |
| Sesquialtera II    | 2 ⁄3′ |
| Larigot            | 1 ⁄3′ |
| Scharff IV         | 1′    |
| Krummhorn          | 8′    |
| Vox humana         | 8′    |
| Tremulant          |       |
| Cymbelstern        |       |

| II Hauptwerk C–g3 |        |
| Principal         | 16′    |
| Octave            | 8′     |
| Hohlflöte         | 8′     |
| Quinte            | 5 1⁄3′ |
| Octave            | 4′     |
| Spitzflöte        | 4′     |
| Quinte            | 2 ⁄3′  |
| Superoktave       | 2′     |
| Mixtur IV         | 1 ⁄3′  |
| Zimbel III        | 2⁄3′   |
| Cornet V          | 8′     |
| Fagott            | 16′    |
| Trompete          | 8′     |

| III Schwellwerk C–g3 |        |
| Bourdon              | 16′    |
| Principal            | 8′     |
| Rohrflöte            | 8′     |
| Spitzgambe           | 8′     |
| Unda maris           | 8′     |
| Principal            | 4′     |
| Nachthorn            | 4′     |
| Nasard               | 2 ⁄3′  |
| Doublette            | 2′     |
| Terz                 | 1 3⁄5′ |
| Sifflöte             | 1′     |
| Mixtur V             | 2′     |
| Trompete             | 8′     |
| Oboe                 | 8′     |
| Clairon              | 4′     |
| Tremulant            |        |

| Pedalwerk C–f1 |       |
| Untersatz      | 32′   |
| Principal      | 16′   |
| Subbaß         | 16′   |
| Octavbaß       | 8′    |
| Bourdon        | 8′    |
| Octave         | 4′    |
| Mixtur V       | 2 ⁄3′ |
| Posaune        | 16′   |
| Trompete       | 8′    |
| Trompete       | 4′    |

- Koppeln: I/II, III/II, I/P, II/P, III/P
- Spielhilfen: drei Gruppenzüge (Choralforte, Mixturen, Pedalzungen)

Im Chorraum befindet sich noch ein tragbares Positiv der Firma Rudolf von Beckerath mit 5 Registern.

## Glocken
Im Jahr 1954 erhielt St. Johann acht neue Bronze-Glocken aus der Glockengießerei von Friedrich Wilhelm Schilling aus Heidelberg. Es war damals das größte Geläut in Freiburg und ist seit 1959 nach dem Münster das zweitgrößte.
| Nr. | Gewicht  | Durchmesser | Schlagton |
| --- | -------- | ----------- | --------- |
| 1   | 3665 kg0 | 1766 mm0    | b°-4      |
| 2   | 2107 kg0 | 1458 mm0    | des′-2    |
| 3   | 1415 kg0 | 1287 mm0    | es′-4     |
| 4   | 1098 kg0 | 1177 mm0    | f′-4      |
| 5   | 616 kg   | 977 mm      | as′-2     |
| 6   | 433 kg   | 871 mm      | b′-4      |
| 7   | 366 kg   | 822 mm      | c″-4      |
| 8   | 314 kg   | 774 mm      | des″-2    |

Die Glocken sind über beide Türme verteilt: Die Glocken 2 und 3 hängen im Nordturm, die restlichen sechs im Südturm.